# Wasan Mala
Wasan Mala (thailändisch วสันต์ มาลา, * 24. Juni 1999) ist ein thailändischer Fußballspieler.

## Karriere
Wasan Mala erlernte das Fußballspielen beim damaligen Zweitligisten Air Force United in Bangkok. 2018 stieg der Club in die erste Liga auf. Anfang 2018 unterschrieb er einen Vertrag bei der Air Force. Im ersten Profijahr absolvierte er fünf Erstligaspiele. Am Ende des Jahres musste der Club wieder den Weg in die Zweitklassigkeit antreten. In der Thai League 2 absolvierte er 2019 vier Spiele. Nachdem der Club Ende 2019 bekannt gab, dass der Verein sich aus der Liga zurückzieht, wechselte er nach Bangkok zum Zweitligisten Kasetsart FC. Bis Ende 2020 absolvierte er zwei Zweitligaspiele. Anfang 2021 unterschrieb er einen Vertrag beim Erstligisten Rayong FC. Am Ende der Saison 2020/21 musste er mit dem Verein aus Rayong als Tabellenletzter in die zweite Liga absteigen. Zur Saison 2021/22 wechselte er zum Drittligisten Chanthaburi FC. Mit dem Verein spielt er in der Eastern Region der dritten Liga. Am Ende der Saison 2022/23 feierte er mit dem Verein aus Chanthaburi die Vizemeisterschaft der Region und den Aufstieg in die zweite Liga. Nach dem Aufstieg verließ er den Verein und schloss sich im Sommer 2023 dem in der Eastern Region spielenden Drittligisten RBRU Chanthaburi United FC an.